# Monica Toth
Monica Toth (n. 7 martie 1970, România) este o fostă atletă română, specializată în săritură în lungime și triplusalt.

## Carieră
Sportiva este multiplă campioană balcanică. În anul 1993 a cucerit medalia de bronz la Universiada de la Buffalo, și la Campionatul Mondial, la Stuttgart, s-a clasat pe locul 12 la triplusalt.
La Campionatul European în sală din 1994 atleta a obținut locul nouă și la ediție din 1996 a ocupat locul șapte, tot la triplusalt. La Campionatul European în sală din 1998 de la Valencia a concurat în proba de săritura în lungime și a terminat pe locul șase.

## Recorduri personale
| Probă              | Performanță | Dată             | Locație   |
| ------------------ | ----------- | ---------------- | --------- |
| lungime            | 6,47 m      | 14 iunie 1997    | București |
| triplusalt         | 14,15 m     | 8 iulie 1995     | Limoges   |
| lungime în sală    | 6,61 m      | 31 ianuarie 1998 | București |
| triplusalt în sală | 14,11 m     | 2 februarie 1996 | București |

## Realizări
| An   | Competiție                   | Locație                | Loc | Eveniment  | Note  |
| ---- | ---------------------------- | ---------------------- | --- | ---------- | ----- |
| 1993 | Campionatul Mondial în sală  | Toronto, Canada        | 18  | triplusalt | 12,70 |
| 1993 | Universiada                  | Buffalo, Statele Unite | 3   | triplusalt | 13,96 |
| 1993 | Campionatul Mondial          | Stuttgart, Germania    | 12  | triplusalt | 12,87 |
| 1994 | Campionatul European în sală | Paris, Franța          | 9   | triplusalt | 13,66 |
| 1995 | Campionatul Mondial          | Göteborg, Suedia       | 22  | triplusalt | 13,52 |
| 1996 | Campionatul European în sală | Stockholm, Suedia      | 7   | triplusalt | 13,78 |
| 1998 | Campionatul European în sală | Valencia, Spain        | 6   | lungime    | 6,39  |